# بيفل دياز خواريز
بيفل دياز خواريز (بالإسبانية: Pavel Díaz Juárez)‏ هو سياسي مكسيكي، ولد في 1 مارس 1982 في ميتشواكان في المكسيك. حزبياً، نشط في حزب الثورة الديمقراطية. وقد انتخب عضو مجلس النواب المكسيك.